# 富士通システムズ・イースト
株式会社富士通システムズ・イースト（ふじつうシステムズ・イースト、英: FUJITSU SYSTEMS EAST LIMITED）は、かつて存在した富士通グループのシステムインテグレーター（メーカー系）。略称はFEAST。東京都港区に本社を置いていた。

## 概要
2012年4月に富士通グループに属する東日本地域のSE子会社のうち富士通北海道システムズ、富士通東北システムズ、富士通長野システムエンジニアリング、富士通システムソリューションズの4社が合併し（存続会社は富士通システムソリューションズ）、株式会社富士通システムズ・イーストとして発足した。同時に西日本地域のSE子会社6社が合併し、株式会社富士通システムズ・ウエストが設立された。
2016年11月1日付で、株式会社富士通システムズ・ウエスト、株式会社富士通ミッションクリティカルシステムズと共に富士通株式会社に吸収合併された。

## 沿革
- 年代不明 - 富士通多摩システムエンジニアリング(FTM)設立
- 1979年04月 - 富士通第一システムエンジニアリング(FDS)設立
- 1980年 - 富士通流通システムエンジニアリング(FDE)設立
- 1982年03月 - 富士通京葉システムエンジニアリング(FKY)設立
- 1982年11月 - 富士通東北システムエンジニアリング(FTH)設立
- 1983年08月 - 富士通北海道システムエンジニアリング(FHS)設立
- 1984年02月 - 富士通長野システムエンジニアリング(FNS)設立
- 1985年03月 - 富士通北関東システムエンジニアリング(FKK)設立
- 1985年03月 - 富士通秋田システムエンジニアリング(FAS)設立
- 1985年04月 - 富士通京浜システムエンジニアリング(FKH)設立
- 1986年01月 - 富士通東北海道システムエンジニアリング(FEH)設立
- 1989年04月 - 富士通青森システムエンジニアリング(FAE)設立
- 1991年03月 - 富士通栃木システムズ(FTO)設立
- 1992年07月 - 富士通東京システムズ(FJT)設立（FDS,FDE,FTMが統合）[4]
- 1993年07月 - 富士通関東システムズ(FKT)設立
- 1999年09月 - 富士通システムソリューションズ(FSOL)設立（FJT,FKT,FKH,FKYが統合）[5]
- 2003年04月 - 富士通北海道システムズ(FJHS)設立（FHS,FEHが統合）[6]
- 2004年07月 - 富士通東北システムズ(FJTH)設立（東北3社が統合）[7]
- 2012年04月 - 富士通システムズ・イースト設立（東日本のSE会社4社を統合）[3]
- 2013年12月 - 富士通システムズアプリケーション＆サポート(FJAS)設立[8]
- 2015年05月 - 本社を東京都文京区から東京都港区へ移転[9]
- 2016年11月 - 富士通システムズ・ウエスト、富士通ミッションクリティカルシステムズとともに富士通へ簡易吸収合併され、解散[1]

## 拠点
- 国内
  - 本社：東京都港区港南1-2-70 品川シーズンテラス
  - 大宮オフィス：埼玉県さいたま市大宮区桜木町1-11-20 大宮JPビルディング
  - 北海道支社：北海道札幌市中央区北2条西4丁目1番地 札幌三井JPビルディング
  - 東北支社：宮城県仙台市宮城野区榴岡4-2-3 仙台MTビル
  - 長野支社：長野県長野市鶴賀緑町1415 大通りセンタービル
- 海外
  - U.S. Branch：アメリカ合衆国カリフォルニア州サニーベール

## 子会社
- 株式会社沖縄富士通システムエンジニアリング
- 株式会社富士通新潟システムズ
- 株式会社富士通ワイエフシー
- 株式会社富士通システムズウェブテクノロジー
- 株式会社富士通システムズアプリケーション&サポート
- 株式会社富士通システムズ・アクト